# Nitelva
A Nitelva folyó Norvégiában. A Lunner községbeli Grua közelében ered, majd a község déli részén keresztül éri el a Harestuvatnet tavat. Innen déli irányban folyik, és az Øyeren tóba torkollik. Felső szakaszát zúgók tarkítják, míg lejjebb, Nittedal községben széles, meanderező folyóvá szelídül. Utolsó kilométereit Skedsmo és Rælingen községek területén teszi meg, ahol Lillestrøm városának is látványos részét képezi. Egy ipari területet keresztezve Rælingennél torkollik az Øyerenbe.

## Fordítás
- Ez a szócikk részben vagy egészben a Nitelva című angol Wikipédia-szócikk ezen változatának fordításán alapul.  Az eredeti cikk szerkesztőit annak laptörténete sorolja fel. Ez a jelzés csupán a megfogalmazás eredetét és a szerzői jogokat jelzi, nem szolgál a cikkben szereplő információk forrásmegjelöléseként.